# غار الرويحة
غار الرويحة كهف متوسط العمق، يتوسط صخرة ضخمة. يقع على ضفة وادي العرج، في محافظة أضم التابعة لإمارة منطقة مكة المكرمة. به بعض النقوش المختلفة وهي نقوش قديمة بعضها يشبه الحروف الحميرية والبعض الآخر يشبه الكف والقدم ويبدو أنه سمي بذلك لكونه مكانًا مناسبًا للراحة من عناء المسير.